# Roseraie de Dresde
La roseraie de Dresde est un jardin situé à Dresde en Saxe, dans le nouveau quartier de l'Elbe. C'est aujourd'hui un lieu protégé ouvert gratuitement au public toute l'année. Il s'étend sur une surface d'environ 29 500 m2. Il est remarquables par ses essences, ses allées droites et ses roses, de plus d'une centaine de variétés, ainsi que ses sculptures.

## Historique

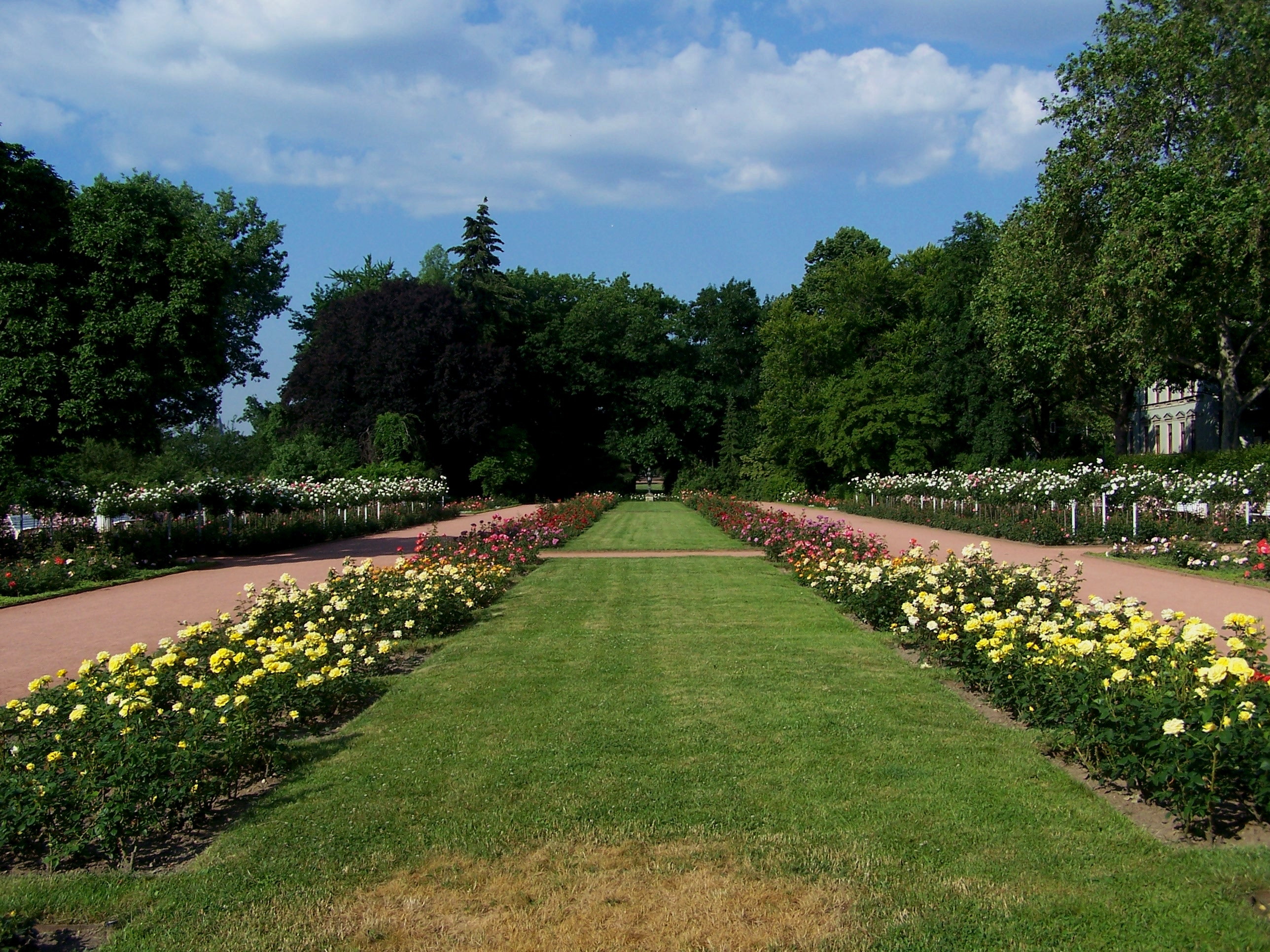
Grande allée du milieu du parc avec des parterres de roses.

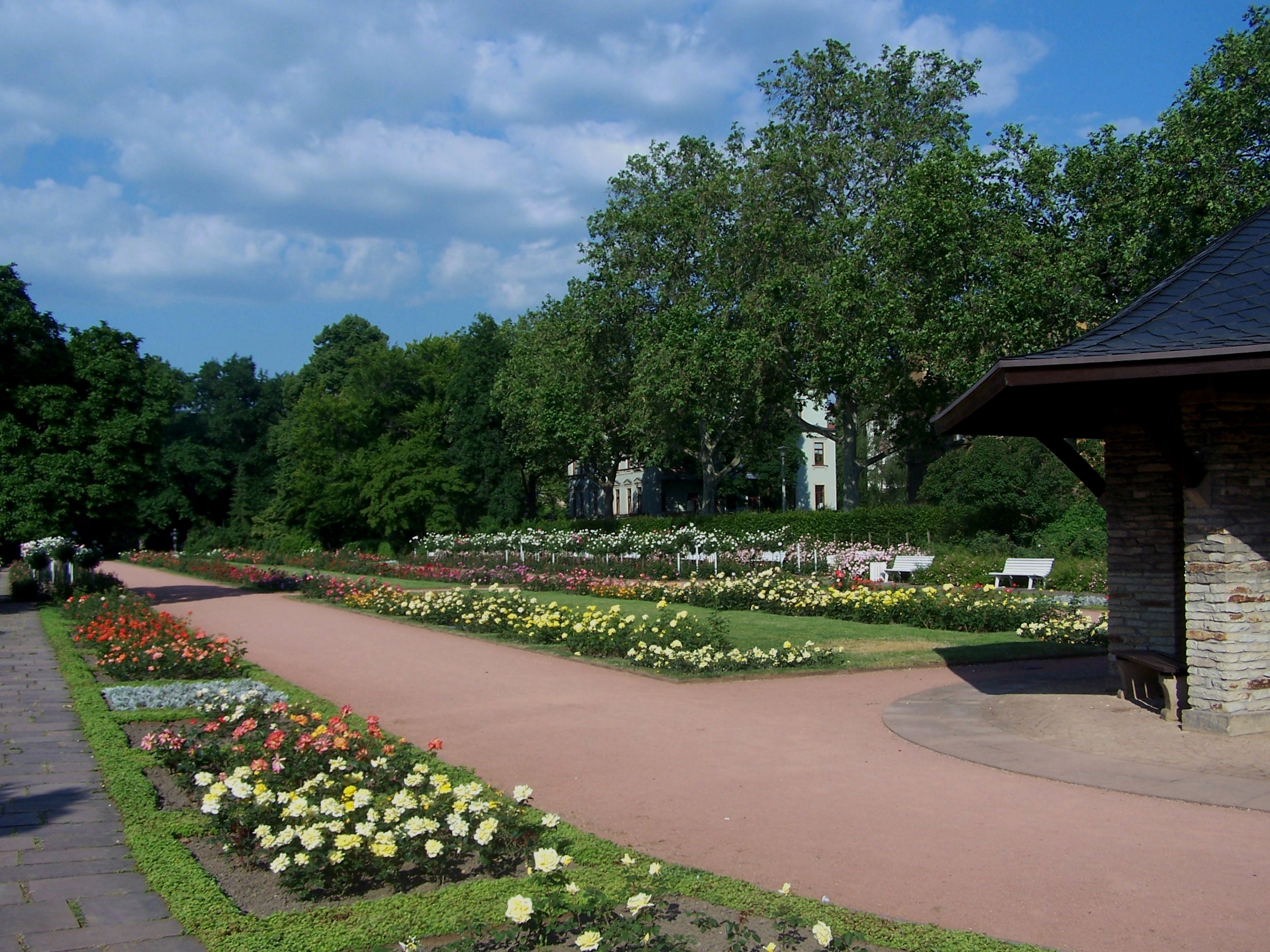
Vue d'une allée de roses avec le pavillon de jardin

La roseraie date de 1935-1936, lorsque le directeur des jardins de la ville, Heinrich Blake, décide de donner corps à un ancien projet d'Auguste le Fort qui voulait une promenade au bord de l'Elbe. Un grand nombre de plantes datent du début du jardin, quand eut lieu en 1936 une grande exposition d'art des jardins, intitulée le Reichsgartenschau. Une partie des structures du milieu du parc a été conçue comme élément temporaire, pour l'exposition, avec la section Partie de l'Exposition N°45 intitulée La Roseraie. L'année suivante en 1937, l'exposition intitulée Jahresschau Garten und Heim est organisée dans le parc.
Celui-ci souffre des dommages de la Seconde Guerre mondiale et il est bombardé par les britanniques en février 1945. La roseraie est reconstituée en 1976 (sous le régime de la république démocratique allemande) en l'honneur des fêtes du travail qui avaient lieu tous les ans en juin pendant une semaine, à partir de 1959, dans une ville différente chaque année (Dresde en 1976). Il est réhabilité en 1997 et des recherches sont effectuées afin de redonner à la roseraie son aspect originel. Beaucoup de robiniers et de tilleuls à petites feuilles, bordant la roseraie, ont été plantés après la guerre, et en 1988, des cornouillers mâles, des aubépines, des sorbiers de Suède, ou des érables champêtres.
Dans la partie avant du jardin, deux diagonales aux angles sont plantées d'érables palmés et d'érables pourpres et sont fleuries de lilas en mai. Quatre putti de pierre calcaire, sculptés par Max Hermann Fritz en marquent l'entrée. Ils représentent les saisons.
À l'est du jardin avant, s'étend la partie intermédiaire qui en est séparée par des chênes rouges d'Amérique. Des communs avec une porte cochère s'y trouvent. On remarque, dans cette partie du parc, une statue non figurative intitulée ani-mal, œuvre de Steffen Bachmann installée par la ville en 1999. On remarque aussi dans le jardin du milieu une statue de femme représentant la Genèse (Felix Pfeifer). Cette partie est bordée de magnolias étoilés, de pommiers pourpres, de lilas et de trois parrotia persica, très décoratifs en automne.
Le long des allées de l'axe central de longs parterres de rosiers sont particulièrement intéressants, car ils présentent plus de soixante-dix sortes de roses, typiques de l'époque de la RDA ('Dr Eckener', 'Rosenfest', une simple de couleur pourpre, 'Kristall', blanc, 'Dezent' qui est orangée, 'Hermann' et 'Komet' qui est orange-feu). Elles vont du jaune au rouge, en passant par l'orange, le vermillon, le rose et le blanc. On remarque la 'Baltik' de couleur lilas et des roses du début du XXe siècle comme 'New Dawn', ou 'Joseph Guy'. Plus récentes, La 'bonica 82' (Meilland) est de couleur rose, ainsi que 'The Fairy', tandis que la rosa hugonis est jaune, comme la 'Schloß Dryburg' ou la 'Wartburg'. Les moschata hybrides sont présentes, ainsi que des lambertianas et des multifloras. Il y a aussi d'anciens spéciments hybrides de Rosa rugosa, 'Hansa', et de Rosa canina 'Kiese', ainsi que 'Conrad Ferdinand Meyer'. Un pavillon ferme l'allée centrale au bout du jardin du milieu avec deux petites statues d'ours (Rudolf Löhners). Une petite partie à côté a été aménagée en 2002 avec différents types de delphinium elatum qui font l'admiration des promeneurs.
La troisième partie du parc (Senkgarten), à laquelle on accède par un grand escalier, est dessinée d'après une forme de bouton de rose. Elle est ornée de nombreuses sortes de roses et de deux groupes de viornes et aux angles du fond de sapins de Douglas. C'est dans cette partie que se trouve le café Rosengarten à côté d'une fontaine. Une statue d'Otto Rost marque la fin du jardin.

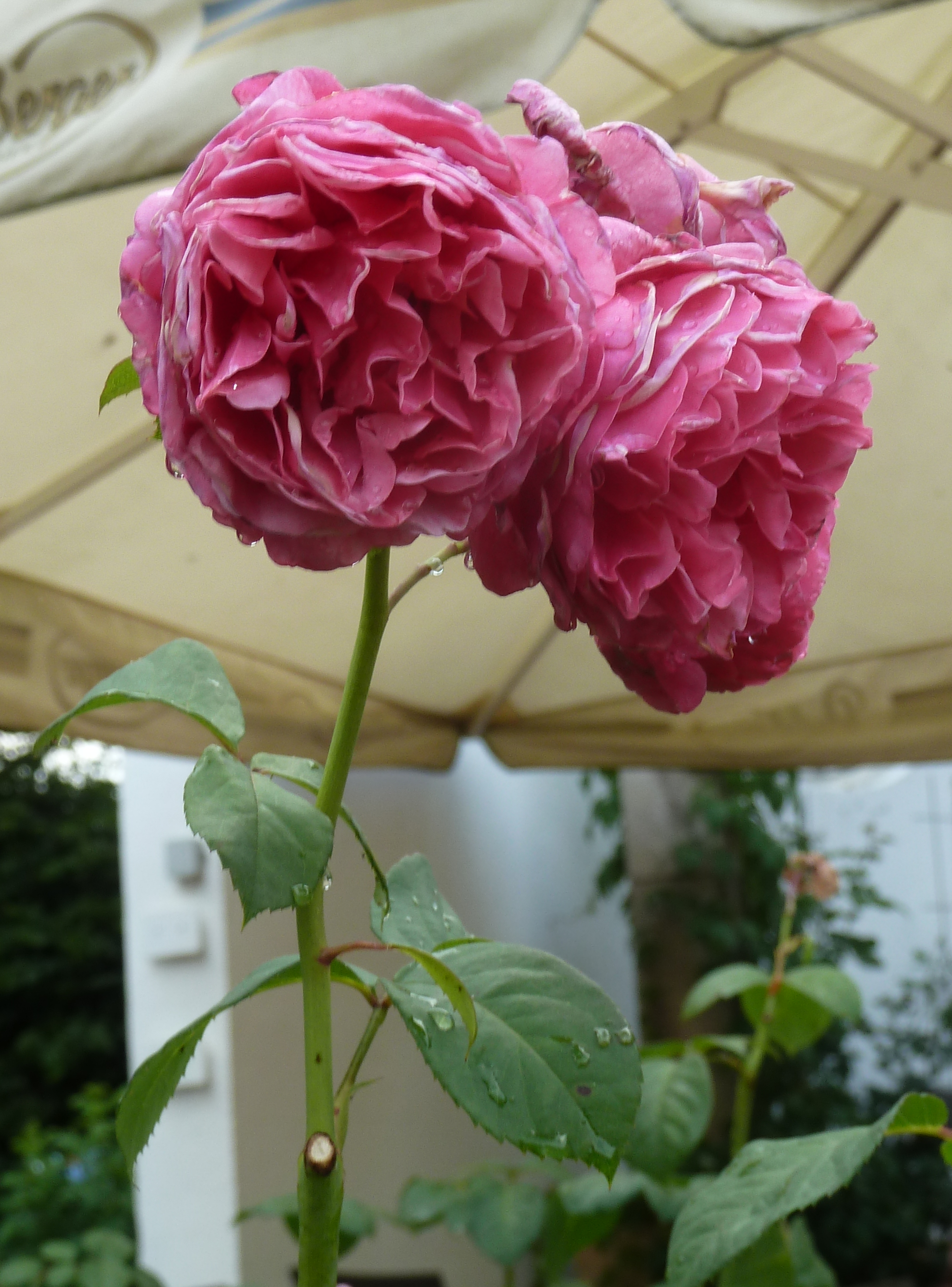
Rose 'Elbflorenz' (Florence de l'Elbe), nommée 'Line Renaud' en France ; à la roseraie de Dresde, après une pluie estivale.
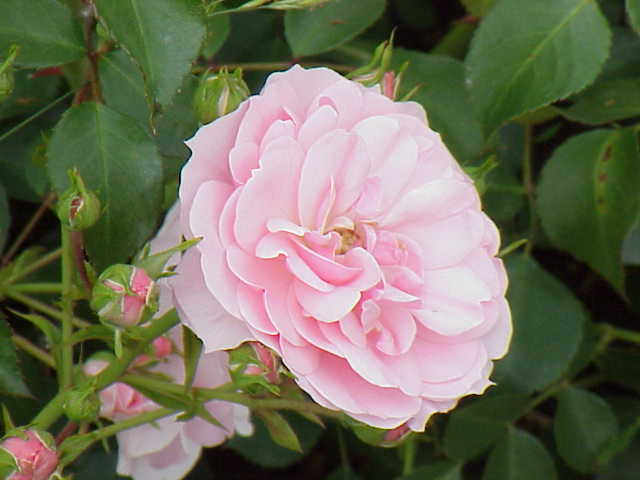
Rose 'bonica 82'
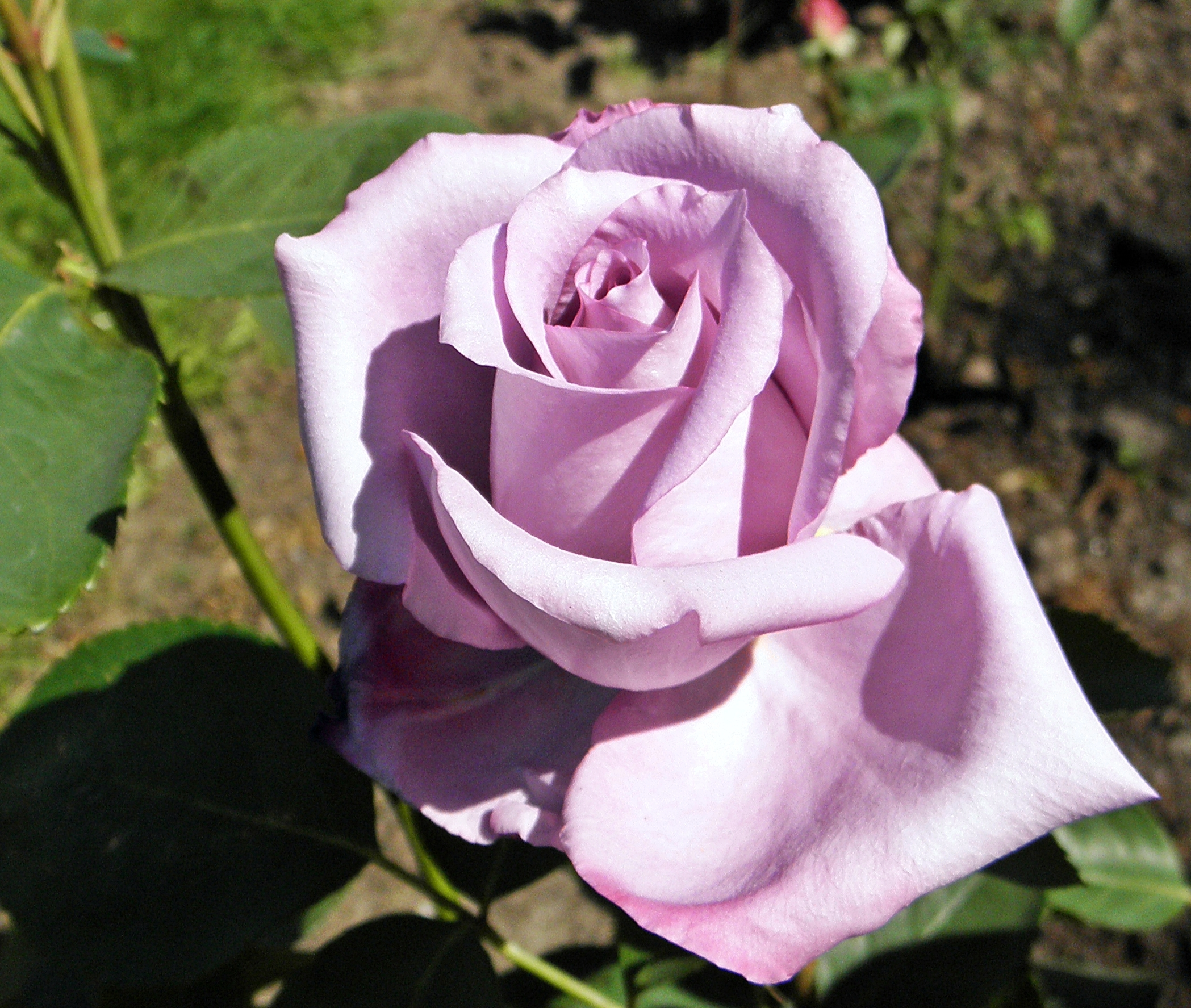
Rose 'Kölner Karneval'

## Source
- (de) Cet article est partiellement ou en totalité issu de l’article de Wikipédia en allemand intitulé « Rosengarten( Dresden) » (voir la liste des auteurs).